# Demopolis
Demopolis è un comune degli Stati Uniti d'America situato nella contea di Marengo dello Stato dell'Alabama.